# Hassan Abdulaziz al-Saaty
Hassan Abdulaziz al-Saaty (* 30. September 1916 in Calioub bei Kairo; † 30. September 1997) war ein ägyptischer Soziologe, Sozialwissenschaftler und langjähriger Professor der Universität Kairo.

## Leben

### Jugend und Ausbildung
Der Sohn des Uhrmachers Abdulaziz as-Saati und seiner Ehefrau Harin Salem besuchte zunächst die Primary school in Calioub und im Anschluss die weiterführende islamische Khedive-Schule in Kairo.
Danach studierte er an der Universität Kairo, an der Universität London und der London School of Economics Wirtschaftswissenschaften, Sozialwissenschaften und Pädagogik. 1938 schloss er mit einem Bachelor of Arts (B.A.) ab. Zwischen 1939 und 1946 legte er diverse Diplome in seinen Fächern ab, u. a. aber auch in Psychologie und Soziologie.

### Akademische Laufbahn
Im gleichen Jahr trat er seine erste Stelle als Lektor für Sozialwissenschaften am Höheren Institut für Sozialarbeit im ägyptischen Erziehungsministerium an. Drei Jahre später wechselte er als Lektor für Soziologie an die Universität Alexandria und übernahm im selben Jahr eine Assistenzprofessor für Soziologie.
1960 ging er dem Ruf zu einer Professur für Soziologie an der Ain Shams-Universität folgend nach Kairo, wo er zwischen 1961 und 1964 auch die Funktion des Dekan innehatte.
Außerdem bekleidete er folgende Ämter: Chairman, Departement of Psychology and Sociology (1967–68); Chairman, Departement of Philosophy and Sociology (bis 1973).
Mitte der 1970er Jahre wurde er ebenfalls als Dekan der Philosophischen Fakultät der Arab University von Beirut genannt.

### Privates
Am 4. Januar 1943 heiratete er Fawzey Diab. Aus der Ehe gingen ein Sohn (Ezzat al-Saaty) und eine Tochter hervor: Samia Al-Saaty, die heute ebenfalls eine Professur für Soziologie an der Universität Kairo bekleidet.
Als Hobbys gab er das Tischtennisspiel, Spazierengehen und das Schreiben von Theaterstücken an.

### Mitgliedschaften
- L’Institut d’Egypte
- Academy of Islamic Research „El Azker“

## Auszeichnungen
- Medal of the Republic, 1977
- State Prize of Merit in Social Sciences, 1992
- King Faysal International Prize in Sociology, 1993
- Medal of Sciences an Arts (1. Grad), 1995

## Werke

### Arabisch
- Soziologie des Verbrechens
- Soziologie des Gesetzes
- Studien zur Bevölkerungswissenschaft

### Englisch
- Conducted major researches on Prostitution in Cairo
- Industrialisation in Alexandria
- The role of Islam in the social and economic development in the UAR. In: MI, Jan. 1966, S. 16–21
- Youth, Violence and Religion. In: Bryan R. Wilson, Hassan El-Saaty, Edouard Bonsel, … [u. a.]; Mourad Wahba (Hrsg.): Youth, Violence, Religion. Secularization and De-secularization. Proceedings of the fourth EASRG conference, 6-11 april 1981, Rome. The Anglo-Egyptian Bookshop, Kairo 1983, S. 29–46